# Margate City
Margate City ist eine Stadt im Atlantic County, New Jersey, USA. Das U.S. Census Bureau ermittelte bei der Volkszählung 2020 eine Einwohnerzahl von 5317.

## Geographie
Nach dem United States Census Bureau hat die Stadt eine Gesamtfläche von 4,1 km², wovon 3,7 km² Land und 0,5 km² (11,39 %) Wasser ist.

## Demographie
Nach der Volkszählung von 2000 gibt es 8.193 Menschen, 3.984 Haushalte und 2.302 Familien in der Stadt. Die Bevölkerungsdichte beträgt 2.243,5 Einwohner pro km². 95,73 % der Bevölkerung sind Weiße, 0,87 % Afroamerikaner, 0,02 % amerikanische Ureinwohner, 1,56 % Asiaten, 0,07 % pazifische Insulaner, 0,92 % anderer Herkunft und 0,83 % Mischlinge. 2,71 % sind Latinos unterschiedlicher Abstammung.
Von den 3.984 Haushalten haben 16,7 % Kinder unter 18 Jahre. 46,9 % davon sind verheiratete, zusammenlebende Paare, 8,1 % sind alleinerziehende Mütter, 42,2 % sind keine Familien, 36,1 % bestehen aus Singlehaushalten und in 17,5 % Menschen sind älter als 65. Die Durchschnittshaushaltsgröße beträgt 2,06, die Durchschnittsfamiliengröße 2,67.
15,4 % der Bevölkerung sind unter 18 Jahre alt, 4,5 % zwischen 18 und 24, 23,4 % zwischen 25 und 44, 27,9 % zwischen 45 und 64, 28,9 % älter als 65. Das Durchschnittsalter beträgt 50 Jahre. Das Verhältnis Frauen zu Männer beträgt 100:89,1, für Menschen älter als 18 Jahre beträgt das Verhältnis 100:86,6.
Das jährliche Durchschnittseinkommen der Haushalte beträgt 45.876 USD, das Durchschnittseinkommen der Familien 63.917 USD. Männer haben ein Durchschnittseinkommen von 48.152 USD, Frauen 31.025 USD. Der Prokopfeinkommen der Stadt beträgt 33.566 USD. 7,3 % der Bevölkerung und 7,0 % der Familien leben unterhalb der Armutsgrenze, davon sind 7,6 % Kinder oder Jugendliche jünger als 18 Jahre und 5,4 % der Menschen sind älter als 65.

## Sehenswürdigkeiten
- Lucy, ein riesiger hölzerner Elefant, ist am 11. Mai 1976 als eine National Historic Landmark anerkannt worden.[3]
- Der zum Teil in Margate City liegende Marven Gardens Historic District ist als ein weiteres Baudenkmal im National Register of Historic Places (NRHP) eingetragen (Stand 27. September 2018).[4]

## Persönlichkeiten
- Scott Neustadter (* 1977 oder 1978), Drehbuchautor und Executive Producer